# Streeter-Phelps

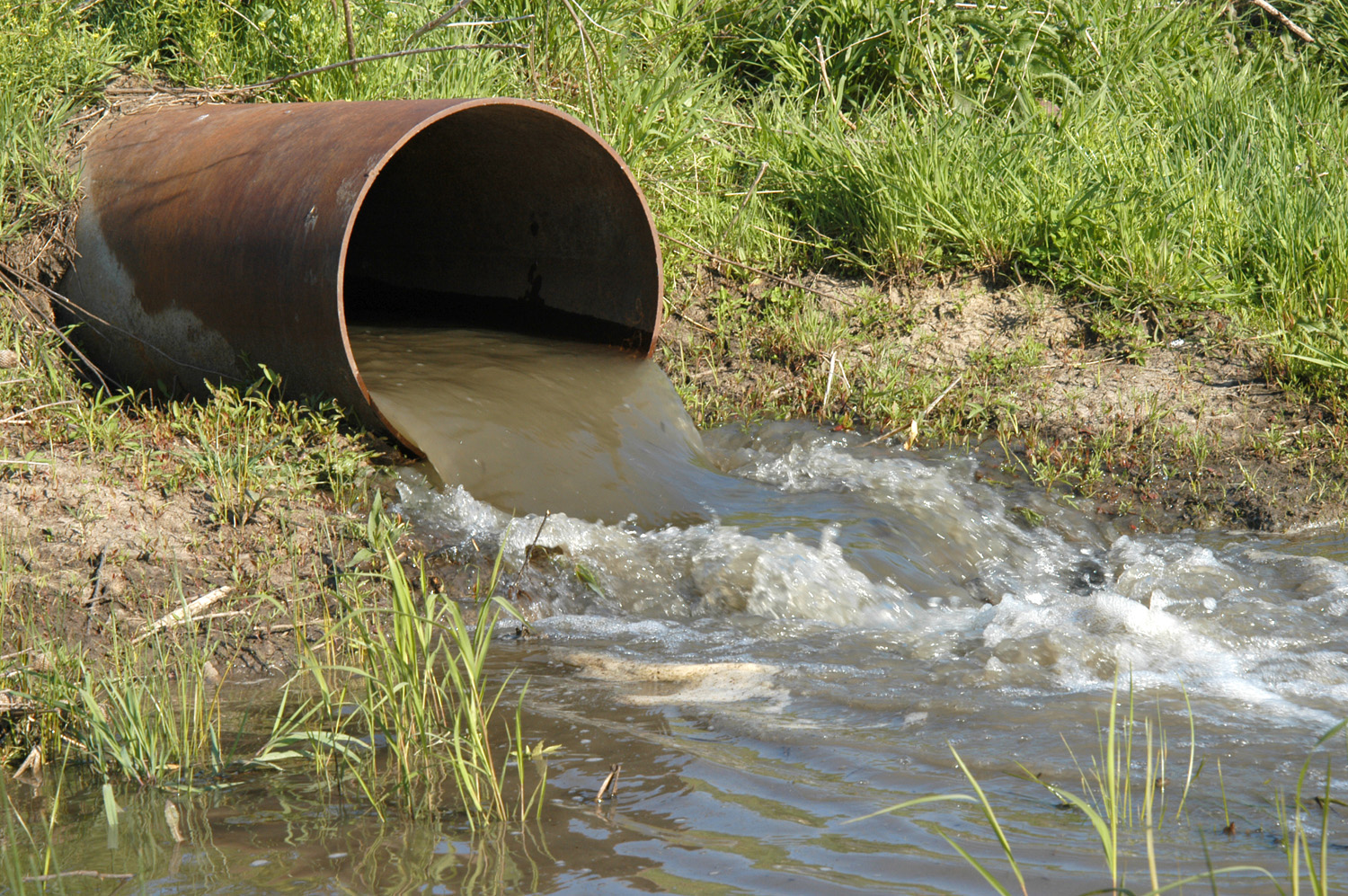
Descarga de águas residuais em um curso de água

O modelo de Streeter-Phelps é um modelo matemático que relaciona um dos principais mecanismos que definem o oxigênio dissolvido em um curso de água superficial que recebe a descarga de águas residuais: decomposicão de matéria orgânica e aeracão de oxigênio. Este modelo tem sido adotado tanto para fontes pontuais como para fontes difusas ou dispersas. 

## Autodepuração
Os corpos hídricos são o destino final dos esgotos sanitários e industriais em praticamente todo lugar. Além de oferecerem a capacidade de levar os rejeitos para longe, os corpos receptores têm a capacidade natural de autodepuração. Sendo assim, conseguem recuperar suas condições naturais dependendo de suas características e das características do esgoto recebido. Mas para não comprometer essa capacidade natural, deve-se escolher corretamente que corpo receptor tem as melhores condições de autodepuração, além da quantidade e nível de tratamento do esgoto a ser lançado. Nesse sentido, uma ferramenta muito útil na escolha do corpo receptor e do nível de tratamento que deve ser investido é a modelagem das condições de autodepuração dos cursos d’água segundo Streeter Phelps.
Basicamente, esta ferramenta fornece a visualização do comportamento do corpo d’água em relação à quantidade de oxigênio dissolvido ao longo de seu curso ou do tempo após a recepção do esgoto. Para essa visualização utiliza-se como referência um limite mínimo de oxigênio dissolvido, de acordo com a legislação local, e são oferecidos 3 cenários. Cada cenário considera o lançamento de esgoto com um determinado nível de tratamento. O primeiro cenário considera o lançamento do esgoto bruto, sem tratamento. O segundo cenário considera apenas um tratamento primário. E o terceiro, considera também o tratamento secundário. A partir daí, observa-se quais os cenários são considerados aceitáveis para a legislação local, aqueles que não apresentaram níveis de oxigênio abaixo do limite permitido. Assim, determina-se qual o nível de tratamento é necessário ao esgoto antes deste ser lançado. Caso nenhum atenda as condições legais locais, precisa-se encontrar outro corpo receptor.

## História
A forma inicial do modelo de Streeter-Phelps foi proposta em 1925 por Harold Warner Streeter e Earle Bernard Phelps (1876-1953)  a partir de um estudo do processo de oxidação e aeracão no Río Ohio nos Estados Unidos com base em dados obtidos desde maio de 1914 a abril de 1915. 
Posteriormente outras versões do modelo mais completas foram desenvovidas depois dos anos 60, graças à possibilidade de realizar soluções computacionais, que introduziram no modelo processos como fotossíntese, respiração e demanda bentônica de oxigênio.

## Descrição
A forma diferencial da forma clássica do modelo de Streeter-Phelps descreve a troca da concentracão de matéria orgânica e de déficit de oxigênio dissolvido que é a diferença entre o oxigênio dissolvido em um lugar e o oxigênio de saturacão nesse mesmo lugar.
{\displaystyle {\begin{cases}V{\frac {dL}{dt}}=-k_{d}VL\\V{\frac {dD}{dt}}=-k_{d}VL+k_{a}VD\end{cases}}}
onde:
- {\displaystyle k_{d}} é a taxa de consumo de oxigênio por degradação de DBO em {\displaystyle [d^{-1}]}.
- {\displaystyle k_{a}} é a taxa de aeração de oxigênio no corpo d'água {\displaystyle [d^{-1}]}.
- {\displaystyle L} é a DBO da matéria orgânica na água em  {\displaystyle [mg\cdot L^{-1}]}.
- {\displaystyle D} é o déficit de oxigênio em {\displaystyle [mg\cdot L^{-1}]}.

A solucão deste sistema de equações diferenciais ordinárias para condicões iniciais de {\displaystyle L} e {\displaystyle D} de {\displaystyle L_{0}} e {\displaystyle D_{0}} respectivamente se tem:

{\displaystyle {\begin{cases}L=L_{0}e^{-k_{d}t}\\D={\frac {k_{d}L_{0}}{k_{a}-k_{d}}}\left(e^{-k_{d}t}-e^{-k_{a}t}\right)+D_{0}e^{-k_{a}t}\end{cases}}}

### Fontes Pontuais em Estado Permanente

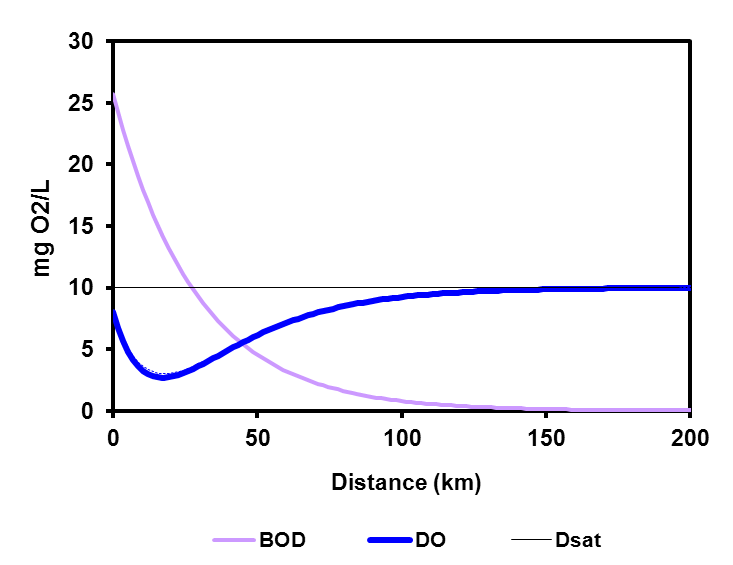